# Guillaume Nantermod
Guillaume Nantermod, né le 18 septembre 1975 à Lausanne, est un snowboardeur suisse, spécialiste de boardercross.

## Biographie
Guillaume Nantermod naît le 18 septembre 1975 à Lausanne[réf. nécessaire]. Il est originaire de Troistorrents. Son père est avocat-notaire. Son cousin, Philippe Nantermod, est conseiller national.
Il a une maturité fédérale.
Il pratique le ski alpin avant de commencer le snowboard à 14 ans. Il est membre du ski-club de Morgins.

## Carrière
Il participe aux championnats du monde de 1997 en Californie en boardercross ainsi qu'en slalom et en géant parallèle.
Lors de la saison 1999-2000, il remporte deux victoires de coupe du monde FIS à Ischgl et Livigno et termine deuxième du classement général. Il est le premier rider suisse à remporter des courses de coupe du monde.
Il est champion du monde de boardercross en 2001 à Madonna di Campiglio.
Après sa carrière, il entraîne Fanny Smith pendant huit ans jusqu'en 2017.

## Palmarès

### Championnats du monde
- Championnats du monde de 2001 à Madonna di Campiglio (Italie) :
  -  Médaille d'or en snowboardcross

### Coupe du monde
- 8 podiums dont 2 victoires en course